# Balma de la Vall de la Coma
La Vall de la Coma, o Font del Comellar, és un jaciment del municipi de l'Albi (Garrigues) amb representacions de pintura rupestre protegides com a Patrimoni de la Humanitat en el conjunt de l'Art rupestre de l'arc mediterrani de la península Ibèrica.
L'accés al jaciment es troba indicat des del poble de l'Albi pel camí dels Ròssecs i el camí de les Borges Blanques. Està situat a l'extrem nord-oriental d'una petita fondalada abancalada al marge dret de la vall de les Comes de Vinaixa, coneguda com «o Comellar». La zona està densament coberta per una massa de pins, alzines i garric.
El jaciment ocupa una balma amb la visera enfonsada que formava part d'un cingle de constitució calcària situat al vessant sud-oriental d'un pla veí anomenat Pla de la Manxa i al marge esquerre d'una llarga fondalada subsidiària de la Vall de la Coma. D'altra banda, a un abric reduït situat gairebé a l'extrem més oriental del cingle, sota d'un petit sortint rocós, a un plafó còncau d'uns tres metres i mig d'alçada per un i mig d'amplada s'observen pintures esquemàtiques.

## Figures
Les figures, a excepció de la número 3, són de color roig vinós. Totes les representacions es troben afectades per descamacions i dèbils fissures i estan situades a diferents nivells ocupant, la figura humana, un lloc predominant. De dalt a baix, i d'esquerra a dreta, es distingeixen les figures descrites a continuació.
Figura 1, molt perduda, perjudicada per descamacions que l'han alterada totalment. Es veuen cinc taques inconnexes entre si i a diferents nivells, quatre de les quals són d'una mida molt petita.
Figura 2, es tracta d'una esquematització humana que té una alçada de 21 cm. Es pot apreciar el cap i el coll formant una única banda com una prolongació del cos, el braç esquerre i les cames corbades i una perllongació del cos en sentit descendent del tronc del cos que ultrapassa la llargària dels membres inferiors. El braç dret apareix allargat marcant l'angle del colze. Figura força afectada per descamacions i fissures.
Figura 3, situada a uns 2 centímetres de l'anterior. És la més alta de les representacions de l'abric. Amida uns 35,5 cm d'alçada. Està realitzada amb bandes amples de color roig clar. Es tracta d'una esquematització humana. Força afectada per descamacions i fissures.
Figura 4, ramiforme de tipologia simple d'uns 28,5 cm d'alçada i 11,5 cm d'amplada. Representa una figura humana. Afectada per descamacions i fissures.
Figura 5, situada a uns 5 cm a la dreta de la número 4, entre aquesta i la número 2. Es tracta d'un motiu aïllat, constituït per una banda vertical, lleugerament obliqua, d'uns 6 cm d'alçada. Es pot encasellar dins de les figures anomenades de barres i significa una figura humana. Afectada per descamacions i fissures.
Figura 6, situada al davall de la figura número 3, a pocs centímetres de distància. Es tracta d'una banda que limita un espai rombal i després es perllonga de forma ascendent cap a la dreta, a partir d'un vèrtex lateral.
Figura 7, a uns 20 cm sota la figura 5. Té una altura de 12 cm i una amplada de 7,6 cm entre els dos extrems dels braços. Es tracta d'una figura humana de braços en ansa. Bastant difuminada i afectada per descamacions i fissures.
Figura 8, situada a uns 15 cm sota la figura 6. No es pot destriar amb exactitud per estar força difuminada.
Figura 9, situada a uns 34 cm de la figura 8 en ordre descendent. Ocupa una petita prominència convexa i allargada de la part baixa de l'abric. Es tracta de la figura d'un quadrúpede, dirigida cap a la dreta de l'observador. Afectada per descamacions i les potes per una mateixa fissura que les travessa.
Figura 10, situada enfront de l'animal, en la prominència indicada i gairebé sense separació. És una figura humana de cara a l'observador, en posició de peu. Apareix afectada per fissures i descamacions.
Figura 11, sota les dues figures anteriors, fora de la prominència i a pocs centímetres de distància. És de difícil identificació perquè es troba molt difuminada. L'espai situat sota aquesta figura no és exempt d'escamats i fissures.

## Vandalismes i restauracions
L'octubre de l'any 1991 aquest conjunt havia estat parcialment destruït en ser ruixades les pintures amb esprai de color blanc. Aquesta agressió comportà una intervenció de neteja de les pintures. L'abril de 1996 el conjunt de pintures rupestres fou novament agredit amb esprai de color negre. Durant el mes d'octubre de 1996 i el mes de març de 1997 es realitzaren diverses proves per tal d'esbrinar el millor mètode per netejar tant les pintures com el seu suport. La intervenció definitiva de restauració es dugué a terme el mes de maig de 1997. Per evitar noves agressions entre els mesos d'octubre i novembre de 1997 es van fer els treballs de tancament de la balma de la Vall de la Coma. No obstant això, l'any 2001 el conjunt rupestre fou novament atacat amb esprai i degudament netejat el mes de maig del mateix any.